# Forbidden Door (2022)
AEW x NJPW: Forbidden Door или также известный как Forbidden Door (2022) — PPV-шоу по рестлингу. Мероприятие проводилось совместно американской компанией All Elite Wrestling (AEW) и японской New Japan Pro-Wrestling (NJPW). Оно состоялось 26 июня 2022 года в «Юнайтед-центр» в Чикаго, Иллинойс, США и стало первым совместным мероприятием AEW и NJPW.
В главном событии Джон Моксли победил Хироси Танахаси и стал временным чемпионом мира AEW.

## Матчи
| № | Матч | Тип матча                                                                                      | Время |
| --- | --- | ---------------------------------------------------------------------------------------------- | ----- |
| 1П | «Бисямон» (Хируки Гото и Ёси-Хаcи) победили «Фабрику» (Аарон Соло и Кью Ти Маршалл)                                                                | Командный матч                                                                                 | 8:55  |
| 2П | Лэнс Арчер победил Ника Коморото | Одиночный матч                                                                                 | 6:10  |
| 3П | Кит Ли и Сверв Стрикленд победили «Судзуки-гун» (Эль Десперадо и Ёcинобу Канемару)                                                                 | Командный матч                                                                                 | 12:05 |
| 4П | Макс Кастер и «Ганн Клаб» (Билли Ганн, Остин Ганн и Колтен Ганн) победили Юю Уемуру, Алекса Кофлина, DKC и Кевина Найта                            | Командный матч восьми человек                                                                  | 5:35  |
| 5 | «Боги секса» (Крис Джерико и Сэмми Гевара) и Минору Судзуки (с Тай Конти) победили Эдди Кингстона, Уилера Юту и Сёту Умино                         | Командный матч шести человек                                                                   | 19:00 |
| 6 | FTR (Дакс Харвуд и Кэш Уилер) (ROH) победили «Единую империю» (Великий О-Хан и Джефф Кобб) (IWGP) и «Роппонги Вайс» (Трент Беретта и Рокки Ромеро) | Трёхсторонний командный матч за титулы командных чемпионов мира ROH и командных чемпионов IWGP | 16:25 |
| 7 | Пак победил Миро, Малакая Блэка и Кларка Коннорса                                                                                                  | Четырёхсторонний матч за титул всеатлантического чемпиона AEW                                  | 15:05 |
| 8 | Дарби Аллин, Стинг и Синго Такаги победили Bullet Club (Эль Фантазмо и «Янг Бакс») (с Хикулео)                                                     | Командный матч шести человек                                                                   | 13:00 |
| 9 | Тандер Роза (с) победила Тони Шторм | Одиночный матч за титул чемпиона мира AEW среди женщин                                         | 10:40 |
| 10 | Уилл Оспрей (c) победил Оранджа Кэссиди | Одиночный матч за титул чемпион Соединённых Штатов IWGP в тяжёлом весе                         | 16:45 |
| 11 | Клаудио Костаньоли победил Зака Сейбра-младшего | Одиночный матч                                                                                 | 18:30 |
| 12 | Джей Уайт (с) победил Кадзутику Окаду, Адама Пейджа и Адама Коула                                                                                  | Четырёхсторонний матч за титул чемпиона мира IWGP в тяжёлом весе                               | 21:00 |
| 13 | Джон Моксли победил Хироси Танахаси | Одиночный матч за титул временного чемпиона мира AEW                                           | 18:20 |
| (c) — обозначает чемпиона на начало матча П — обозначает на то, что матч состоится на предварительном шоу | |                                                                                                |       |